# Antti Hackzell

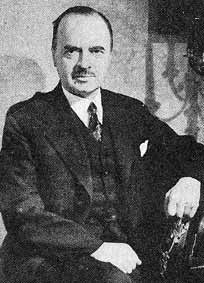
Antti Hackzell

Antti Verner Hackzell (* 20. September 1881 in Mikkeli als Anders Hackzell; † 14. Januar 1946 in Helsinki) war ein finnischer Politiker und Ministerpräsident.
Nach dem Studium der Rechtswissenschaften war er von 1911 bis 1917 als Rechtsanwalt in Sankt Petersburg tätig. Er war vom 2. August 1918 bis zum 9. April 1920 Gouverneur der Provinz Wiborg. Darüber hinaus war er von 1922 bis 1927 Botschafter in Moskau. Er war auch von Dezember 1932 bis Oktober 1936 Außenminister im Kabinett von Toivo Kivimäki. Des Weiteren war er von 1930 bis 1936 Generaldirektor und danach bis 1945 Präsident der Wirtschaftsvereinigung.
Später war Hackzell vom 8. August bis zum 21. September 1944 Ministerpräsident. Als solcher leitete er die Friedensverhandlungen mit der Sowjetunion zur Beendigung des Fortsetzungskrieges, die am 19. September 1944 mit dem Waffenstillstand von Moskau endeten.